# Christoph Teinert
Christoph Teinert (* 30. Januar 1980 in Heidelberg) ist ein ehemaliger deutscher Fußballspieler, der auch einen australischen Pass besitzt.

## Karriere
Teinert begann seine Fußballerkarriere beim TSV Rheinhausen und spielte anschließend in den Jugendmannschaften von SV 98 Schwetzingen und VfR Mannheim sowie den Seniorenteams des VfB Leimen und der TSG Hoffenheim. Bei der TSG 1899 Hoffenheim erzielte der Stürmer in zwei Jahren in der Regionalliga Süd 21 Tore. Im Jahr 2003 wechselte er zum 1. FSV Mainz 05, bei dem er jedoch im Schatten von Spielern wie Michael Thurk und Benjamin Auer blieb. Daher wurde er 2005 für zwei Jahre an die SpVgg Unterhaching ausgeliehen, wobei sein Vertrag mit den Mainzern bis 2008 verlängert wurde. In der Winterpause 2006/07 wechselte er zum FC Augsburg. Zur Saison 2007/08 ging er zum Regionalligisten Wacker Burghausen. In der Saison 2008/09 spielte Teinert beim VfR Aalen in der 3. Liga. Nachdem der VfR am Ende der Saison in die viertklassige Regionalliga Süd abgestiegen war, wurde sein Vertrag unwirksam. Teinert ist seitdem vereinslos.
Seine größte Erfolge waren der Aufstieg in die Regionalliga 2001 mit der TSG Hoffenheim und der Aufstieg in die Bundesliga 2004 mit dem 1. FSV Mainz 05. Er erzielte in zehn Spielen in der Bundesliga ein Tor und in 79 Spielen in der 2. Bundesliga 13 Tore.